# Światowy Dzień Informacji na temat Rozwoju
Światowy Dzień Informacji na temat Rozwoju (ang. World Development Information Day) – święto obchodzone corocznie 24 października, w Dzień Narodów Zjednoczonych, ustanowione rezolucją 3038 (XXVII) przez Zgromadzenie Ogólne ONZ w 1972 roku.
Data nie jest przypadkowa. 
- 24 października 1945 roku weszła w życie Karta Narodów Zjednoczonych,
- 24 października 1970 roku przyjęto Międzynarodową Strategię Rozwoju, realizowaną w ramach Drugiej Dekady Rozwoju[a].

Dzień ten rozpoczyna również Tydzień Rozbrojenia (do 30 października) w rocznicę powstania Narodów Zjednoczonych (rezolucja S-10/2 z 1978 roku).
Celem obchodów Dnia jest zwrócenie uwagi społeczeństwa świata i opinii publicznej na problemy rozwoju społeczno-gospodarczego i potrzebę zacieśnienia międzynarodowej współpracy na rzecz ich pokonywania.
Dekady zrównoważonego rozwoju
W ramach edukacji i rozwoju Zgromadzenie ogłosiło lata 2005-2014 Dekadą Edukacji na temat Zrównoważonego Rozwoju pod patronatem UNESCO (rezolucja 57/254 z 20 grudnia 2002). Obchody powinny wykazywać związek z istniejącymi już programami edukacyjnymi, takimi jak Dakarski Ramowy Program Działań oraz Dekada Alfabetyzacji (2003-2012).
Informacji na temat rozwoju dostarcza również trwająca Dekada Odbudowy i Zrównoważonego Rozwoju Zagrożonych Regionów  (2006-2016), ustanowiona w trzecią dekadę po katastrofie w elektrowni atomowej w Czarnobylu  (rezolucja 62/9 z 20 listopada 2007)